# 4,7-Dihidroizoindol
4,7-Dihidroizoindol u heterocikličnoj hemiji je redukovana forma izoindola. 4,7-Dihidroizoindol je korisni gradivni blok za produžene porfirine koji su relevantni kao materijali za optičke primene.

## Sinteza
Rani pokušaj da se proizvede 4,7-dihidroizoindol — najbliži srodnik termodinamički nestabilnog izoindola je izveden 1985. To je bilo bazirano na klasičnoj Pal-Knorovoj sintezi pod uslovima koji su verovatno oštećivali elektronski bogati pirolni prsten. Uočena nestabilnost 4,7-dihidroizoindola je dovela istraživače do zaključka da to nije koristan intermedijer u porfirinskoj hemiji.
Ispostavilo se da promena reakcionih uslova omogućava izolaciju 4,7-dihidroizoindola. Trostepna sinteza počevši od tosilacetilena koja obuhvata Diels-Alderovu reakciju, Barton-Zardovu sintezu i toplotnu dekarboksilaciju he objavljena.

## Svojstva
Mada je očekivano da će pod kiselim ili baznim uslovima doći do migracije dvostruke veze u 4,7-dihidroizoindolu, do toga ne dolazi kad se koriste bilo jaka baza (kalijum tert-butoksid, kalijum hidroksid) ili kiselina (trifluorosirćetna kiselina, p-toluensulfonska kiselina). Mogući razlog takve stabilnosti je da je pirolni ostatak kiseliji (kao NH-kiselina) kao i nukleofilniji nego respektivni reakcioni centeri koji učestvuju u očekivanoj migraciji dvostruke veze; stoga pirolni prste može da služi kao zaštita dvostruke veze od inicijacije karbokatjonskih i karbanjonskih pomeranja.

## Primena u sintezi porfirina
4,7-Dihidroizoindol je univerzalni sinton produženih porfirina, pošto njegova izolovana dvostruka veza u cikloheksenskom prstenu omogućava modifikaciju reakcijama adicije ili cikloadicije. Reakcije adicije mogu da proizvedu nove intermedijere za benzosupstituisane tetrabenzoporfirine, dok upotreba reakcija cikloadicije dovodi do novih tetranaftoporfirina.